# Hugo Jurševskis
Hugo Jurševskis (ur. 1946) – radziecki (łotewski) kierowca wyścigowy, popularyzator kartingu na Łotwie.

## Biografia
W 1974 roku zadebiutował w Sowieckiej Formule 4, zdobywając podium na torze Pirita-Kose-Kloostrimetsa i zajmując szóste miejsce na koniec sezonu. W sezonie 1976 wystartował Estonią 16M w Sowieckiej Formule 1, uzyskując piętnaste miejsce w klasyfikacji generalnej. W 1977 roku zadebiutował z kolei w Sowieckiej Formule 3, zajmując dziewiąte miejsce w klasyfikacji końcowej. Zdobył wówczas również mistrzostwo Łotewskiej Formuły 3. Rok później zmienił pojazd na Estonię 19. W sezonie 1979 zajął ósme miejsce na koniec sezonu, a w roku 1980 – siódme. W sezonie 1981 rozpoczął rywalizację Estonią 20. W 1982 roku po raz drugi został mistrzem Łotwy, po czym zakończył karierę zawodniczą.
W latach 70. Jurševskis zaangażował się w szkolenie zawodników kartingowych, będąc trenerem drużyny sowchoz-technikum w Kandavie. Jego uczniami był między innymi Vladislavs Šlegelmilhs – pierwszy łotewski zwycięzca wyścigu kartingowego Pucharu Pokoju i Przyjaźni, a także liderzy kartingowej drużyny ZSRR: Raimonds Gudriķis, Normunds Grasbergs i Ainārs Bērziņš. Ostatnimi uczniami Jurševskisa byli jego syn Arnis oraz uczestnik kartingowych mistrzostw Europy, Jānis Horeliks. Za zasługi Jurševskis otrzymał odznakę Mistrza Sportu ZSRR oraz honorowe obywatelstwo Kandavy.

## Wyniki
| Legenda oznaczeń w tabelach wyników Wyświetl szablon na nowej stronie | Legenda oznaczeń w tabelach wyników Wyświetl szablon na nowej stronie                                                                     |
| Oznaczenie                                                            | Wyjaśnienie |
| --------------------------------------------------------------------- | --- |
| Złoty                                                                 | Zwycięzca lub mistrzostwo |
| Srebrny                                                               | 2. miejsce lub wicemistrzostwo |
| Brązowy                                                               | 3. miejsce lub II wicemistrzostwo |
| Zielony                                                               | Ukończył, punktował (w klasyfikacji generalnej, gdy zdobył co najmniej jeden punkt na przestrzeni sezonu, poza trzema powyższymi opcjami) |
| Niebieski                                                             | Ukończył, nie punktował (w klasyfikacji generalnej, gdy nie zdobył co najmniej jednego punktu na przestrzeni sezonu)                      |
| Czerwony                                                              | Nie zakwalifikował się (NZ) |
| Czerwony                                                              | Nie prekwalifikował się (NPK) |
| Różowy                                                                | Nie ukończył (NU) |
| Różowy                                                                | Niesklasyfikowany (NS) (w klasyfikacji generalnej, gdy nie został sklasyfikowany w żadnym wyścigu sezonu)                                 |
| Czarny                                                                | Zdyskwalifikowany (DK) |
| Czarny                                                                | Wykluczony (WYK/EX) |
| Biały                                                                 | Nie wystartował (NW) |
| Biały                                                                 | Kontuzjowany (K/INJ) |
| Biały                                                                 | Wyścig odwołany (OD/C) |
| Bez koloru                                                            | Został wycofany (WYC/WD) |
| Bez koloru                                                            | Nie przybył (NP/DNA) |
| Bez koloru                                                            | Nie brał udziału w treningach (NT/DNP) |
| Bez koloru                                                            | Nie został zgłoszony (–) |
| Pogrubienie                                                           | Start z pole position |
| Kursywa                                                               | Najszybsze okrążenie wyścigu |
| †                                                                     | Nie ukończył, ale jego rezultat został zaliczony ze względu na przejechanie więcej niż 90% dystansu wyścigu.                              |
| *                                                                     | Sezon w trakcie |
| 1/2/3                                                                 | Punktowana pozycja w sprincie kwalifikacyjnym                                                                                             |
| Lista systemów punktacji Formuły 1                                    | |

### Sowiecka Formuła 1
| Rok  | Zespół          | Samochód    | Silnik   | Wyniki w poszczególnych eliminacjach | Wyniki w poszczególnych eliminacjach | Wyniki w poszczególnych eliminacjach | Wyniki w poszczególnych eliminacjach | Pkt. | Msc. |
| ---- | --------------- | ----------- | -------- | ------------------------------------ | ------------------------------------ | ------------------------------------ | ------------------------------------ | ---- | ---- |
| 1976 |                 |             |          |                                      |                                      |                                      |                                      | 109  | 15   |
| 1976 | Daugava Kandava | Estonia 16M | Moskwicz | 13                                   | 15                                   | 20                                   | 9                                    | 109  | 15   |

### Sowiecka Formuła 3
| Rok  | Zespół          | Samochód    | Silnik | Wyniki w poszczególnych eliminacjach | Wyniki w poszczególnych eliminacjach | Wyniki w poszczególnych eliminacjach | Wyniki w poszczególnych eliminacjach | Wyniki w poszczególnych eliminacjach | Wyniki w poszczególnych eliminacjach | Pkt. | Msc. |
| ---- | --------------- | ----------- | ------ | ------------------------------------ | ------------------------------------ | ------------------------------------ | ------------------------------------ | ------------------------------------ | ------------------------------------ | ---- | ---- |
| 1977 |                 |             |        |                                      |                                      |                                      |                                      |                                      |                                      | 230  | 9    |
| 1977 | Daugava Kandava | Estonia 18M | Łada   | 9                                    | 6                                    | 9                                    | 5                                    | 7                                    | NU                                   | 230  | 9    |
| 1978 |                 |             |        |                                      |                                      |                                      |                                      |                                      |                                      | 93   | 11   |
| 1978 | Daugava Kandava | Estonia 19  | Łada   | 8                                    | 10                                   | NU                                   |                                      |                                      |                                      | 93   | 11   |
| 1979 |                 |             |        |                                      |                                      |                                      |                                      |                                      |                                      | 111  | 8    |
| 1979 | Daugava Kandava | Estonia 19  | Łada   | 8                                    | NU                                   | 5                                    |                                      |                                      |                                      | 111  | 8    |
| 1980 |                 |             |        |                                      |                                      |                                      |                                      |                                      |                                      | 119  | 7    |
| 1980 | Daugava Kandava | Estonia 19  | Łada   | 6                                    | 6                                    | NU                                   |                                      |                                      |                                      | 119  | 7    |
| 1981 |                 |             |        |                                      |                                      |                                      |                                      |                                      |                                      | 29   | 23   |
| 1981 | Daugava Kandava | Estonia 20  | Łada   | NW                                   | NU                                   | 13                                   |                                      |                                      |                                      | 29   | 23   |
| 1982 |                 |             |        |                                      |                                      |                                      |                                      |                                      |                                      | 87   | 12   |
| 1982 | DOSAAF Kandava  | Estonia 20  | Łada   | 12                                   | 11                                   | 9                                    |                                      |                                      |                                      | 87   | 12   |